# Trichomycterus spilosoma
Trichomycterus spilosoma är en fiskart som först beskrevs av Regan, 1913.  Trichomycterus spilosoma ingår i släktet Trichomycterus och familjen Trichomycteridae. Inga underarter finns listade i Catalogue of Life.